# Byberg & Nordins Busstrafik

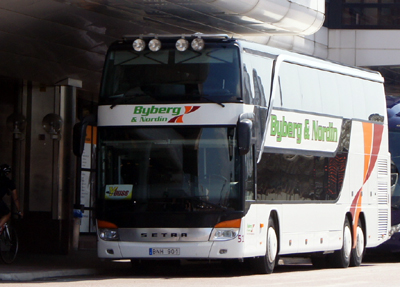
Buss från Byberg & Nordin på Cityterminalen, Stockholm 7 juli 2014.

Byberg & Nordin Busstrafik AB är ett yrkestrafikbolag inom resebranschen i Nordingrå, Kramfors kommun. 
Byberg & Nordin grundades år 1927 av August Nordin. Sönerna Algot "Gotte" Byberg och Sture Nordin tog över 1943. I dag ägs företaget av Gottes son Tomas Byberg (tidigare hockeymålvakt i MoDo Hockey). 
Företaget har 250 bussar och bedriver verksamhet i framförallt Västernorrlands län och Västerbotten.
Bolaget var tidigare största ägare i Västeråsbaserade A Björks AB men sålde i juli 2019 sin andel till franska transportjätten Transdev.
I samarbete med Ekmanbuss driver Byberg & Nordin expressbussföretaget Y-buss, som trafikerar sträckorna Umeå–Stockholm och Sollefteå–Stockholm.
Byberg & Nordins Busstrafik AB tar och expandera och köper upp det svenska rederiet och bohuslänska som heter så mycket som Käringötrafiken som trafikerar Käringön och Gullholmen och in till fastlandet Tuvesvik på Orust kommun i Bohuslän utav Grundare familjen Tobin juni år 2025.